# Fenerbahçe Spor Kulübü (baloncesto femenino)
El Fenerbahçe Spor Kulübü Kadın Basketbol Şubesi es la sección de baloncesto femenino del Fenerbahçe SK, un club polideportivo turco de Estambul, que la creó en 1954. Viste de amarillo y azul, y juega en la TKBL, en el Caferağa Sports Hall. Se les conoce popularmente como las Reinas del aro (Potanın Kraliçeleri). 
Desde 1999 el Fenerbahçe ha ganado once ligas, incluidas las siete últimas ediciones a fecha de 2013. Además, han jugado dos finales europeas: la Eurocopa de 2004 y la Euroliga de 2013, pero las perdieron. Llegaron por primera vez a la Final Four de la Euroliga en 2012.

## Palmarés
- Euroliga: 2023, 2024
- Supercopa de Europa femenina de la FIBA: 2023, 2024
- Eurocopa: Subcampeón en 2005
  - Final 2004: Perdió 53-45 contra el Napoli Vomero en Nápoles

- 21 Ligas: 1956, 1957, 1958, 1999, 2002, 2004, 2006, 2007, 2008, 2009, 2010, 2011, 2012, 2013, 2016, 2018, 2019, 2021, 2022, 2023, 2024
- 14 Copas: 1999, 2000, 2001, 2004, 2005, 2006, 2007, 2008, 2009, 2015, 2016, 2019, 2020, 2024
- 13 Supercopas: 1999, 2000, 2001, 2004, 2005, 2007, 2010, 2012, 2013, 2014, 2015, 2019, 2024

## Plantilla 2013-14
- Bases: Olcay Cakir (1,82), Esmeral Tuncluer (1,75), Birsel Vardarli (1,75)
- Escoltas:  Cappie Pondexter (1,75)
- Aleras: Tugce Canitez (1,90),  Angel McCoughtry (1,87),  Agnieszka Bibrzycka (1,84), Kübra Siyahdemir (1,83)
- Ala-pívots:  Ivana Matovic (1,97), Quanitra Hollingsworth (1,96)
- Pívots:  Isabelle Yacoubou (1,95), Nevin Nevlin,  Anastasia Verameyenka (1,92)

Entrenador:  Víctor Lapeña